# Bremer und Bremerhavener Wählergemeinschaft
Die Bremer und Bremerhavener Wählergemeinschaft (Kurzbezeichnung: B+B) war eine Wählergemeinschaft, die bei der Wahl zur Bremischen Bürgerschaft 2011 am 22. Mai 2011 antrat. 

## Geschichte
Die B+B wurde am 25. Januar 2011 gegründet und kandidierte bei der Wahl zur Bremischen Bürgerschaft 2011, wo sie mit 0,9 % der Stimmen an der Fünf-Prozent-Hürde scheiterte.
Die Wählergemeinschaft bezeichnete sich selber als „aus der Mitte der Gesellschaft entstanden“, gab an, keine der Bundesparteien zu vertreten, und wollte sich mit Sachpolitik für Bremen und Bremerhaven einsetzen. Sie kandidierte für die Bremische Bürgerschaft und die Stadtverordnetenversammlung in Bremerhaven. Spitzenkandidat war Michael Busch, Hauptgeschäftsführer der Handwerkskammer Bremen, ein weiteres prominentes Mitglied war Axel Adamietz, ehemals für die Bremer Grüne Liste und später für die FDP Abgeordneter der Bremischen Bürgerschaft. 
Die Wählergemeinschaft bestand aus 38 Mitgliedern (24 Personen in der Stadtgruppe Bremen und 14 Personen in Bremerhaven). Sie wurde durch den Verein „Selbstständiges Land Bremen e. V.“ begleitet.
Bei der Bürgerschaftswahl in Bremen 2015 trat sie nicht mehr an.